# Żabia Przehyba
Żabia Przehyba (słow. Žabia priehyba, niem. Froschmulde, węg. Békás-váll, ok. 2160 m) – wypłaszczenie grzbietu pomiędzy Żabim Szczytem Wyżnim (2259 m) a Żabim Murem w słowackich Tatrach Wysokich. Jest to duże, prawie poziome i zasłane skalnymi okruchami plateau. Na południe, do Dolinki Spadowej opada trawiasto-skalistą ścianą będącą przedłużeniem ściany Żabiego Muru. Na północ,  do Doliny Żabiej Białczańskiej opada z Żabiej Przehyby szeroka, piarżysta depresja, która w dolnej części staje się bardzo stroma i przekształca się w system płyt wchodzących w skład Żabiej Ławki.
Żabia Przehyba znajduje się tuż pod uskokiem Żabiego Szczytu Wyżniego. Na północny wschód ciągnie się od niej ostra i skalista grań Żabiego Muru łączącego Żabi Szczyt Wyżni z masywem Młynarza.

## Drogi wspinaczkowe
Z Żabiej Przehyby prowadzą dwie drogi wspinaczkowe na Żabi Szczyt Wyzni:
1. Wprost z Żabiej Przehyby; IV+ w skali tatrzańskiej, czas przejścia 1 godz., lita skała
2. Z Żabiej Przehyby z ominięciem uskoku; 0, 20 min[2].

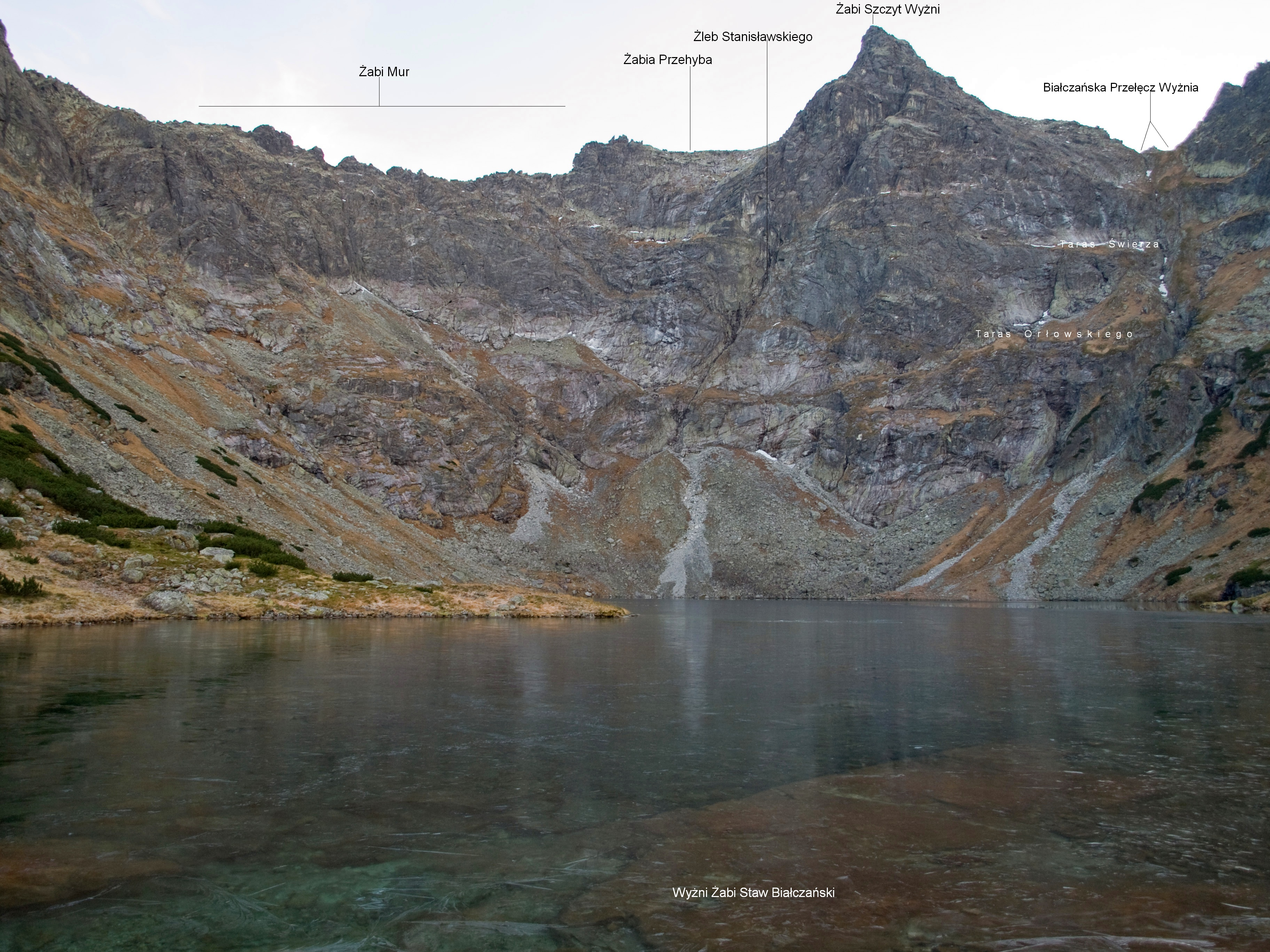
Widok znad Wyżniego Żabiego Stawu Białczańskiego